# Cool (jazz)
Cool este un subgen muzical din jazz care s-a dezvoltat în anii 1950; cronologic, urmează bebop și este contemporan al hard bop-ului . Stilul a adoptat, foarte devreme, desemnarea alternativă de West Coast jazz, deoarece majoritatea muzicienilor care l-au cântat au fost stabiliți pe coasta de vest a Statelor Unite ( California, practic). Acest lucru a însemnat că denumirea cool a fost rezervată în cele din urmă pentru o mică parte a stilului, de preferință cea dezvoltată pe East Coast ( New York, Boston ). 

## Origini
Bebopul început să stagneze la începutul anilor cincizeci. Una dintre vedetele sale, Miles Davis, a început să încerce să creeze sunete noi. S-a îndepărtat de sunetul bebop și a înregistrat cu un grup de nouă instrumente. Opt dintre aceste piese au fost publicate pe discuri de 78 de revoluții , iar în 1950 au fost compilate pe un disc cu un titlu foarte semnificativ: <a href="./Birth%20of%20the%20cool" rel="mw:WikiLink" title="Birth of the cool" class="mw-redirect cx-link" data-linkid="59">Birth of the cool</a>. . 
Muzica s-a îndepărtat de improvizația totală și de ritmurile furioase ale bebop-ului . Davis a dezvoltat un stil mai relaxat și orchestral. A dezbrăcat jazzul de la rădăcinile sale în blues și l-a împins către un sunet care avea mult mai multe în comun cu muzica clasică europeană. Criticii au dat acestei muzici numele de cool, preluat din expresia to be cool, adică calm, imperturbabil, care provenea din argoul muzicienilor înșiși. 
Pentru o scurtă perioadă, jazz-ul cool a devenit foarte popular în special în rândul unei noi generații de tineri bărbați albi de o parte și de alta a Atlanticului . Au fost muzicieni albi ca Chet Baker, Stan Getz și Gerry Mulligan care au dominat scena cool. Mulligan a încercat cu Baker să creeze un stil de contrapunct în faimosul său cvartet fără pian, care datorează mult muzicii clasice europene. Divorțul la care a fost supus jazz-ul față de rădăcinile lui negre a dus, ulterior, la o repudiere acestui stil de către Miles Davis . Cool jazz-ul a fost o influență decisivă în apariția stilului Bossa Nova în Brazilia. 

## Selecție discografică
- Bill Perkins și John Lewis: 2 Degrees East, 3 Degrees West (Pausa, 1956).
- Art Pepper: Art Pepper + Eleven: Modern Jazz Classics (Contemporary/OJC, 1959).
- Miles Davis: Birth of the Cool' '(Blue Note, 1950).
- Gerry Mulligan: Gerry Mulligan Meets Ben Webster (Verve, 1959).
- John Lewis: Grand Encounter (Pacific Jazz, 1956).
- Dave Brubeck Quartet: Time Out (Columbia, 1959).